# Gwardia Ludowa
Guarda Popular ou Gwardia Ludowa (em polonês) foi uma organização comunista armada polaca, criada pelo Partido dos Trabalhadores Polacos (Polska Partia Robotnicza, PPR) e organizada pela União Soviética durante a ocupação Nazi. Foi a maior organização militar a recusar juntar-se as estruturas do Estado Secreto Polaco. Foi criada em 1942 e em 1944 foi incorporada a Armia Ludowa.

## História
Contava com cerca de 3 mil combatentes em sua criação. Foi encarregada de lutar contra a Alemanha Nazi por meio de tropas irregulares de partisans, usando táticas de sabotagem e ações de represália. Além disso, estava ligada aos serviços de inteligência da União Soviética. Os primeiros destacamentos de partisans foram formados em maio de 1942, próximos as áreas de Piotrków Trybunalski e Radom. Até o fim do ano, a organização atuava em sete regiões administrativas:  Varsóvia, Lublin, Radom-Kielce, Cracóvia, Łódź, Silésia e Lviv. 
A área de Lviv não chegou a ser totalmente desenvolvida, e passou seu domínio aos Partisans Soviéticos em 1943. A GL era comandada diretamente pelo chefe do PPR. O primeiro comandante da GL foi Bolesław Mołojec. Após sua execução, em 1942, foi sucedido por Franciszek Jóźwiak. 
A GL era formada por grupos de partisans e unidades de guarnição, reunidas para rápidas emboscadas. Até o fim de 1942 a GL contava com cerca de 5 mil membros, incluindo todos os membros do PPR. Ao final de 1943, o número subiu para 10 mil. Entre eles, cerca de 1 700 eram partidários e os outros eram combatentes em tempo parcial, pois era comum estas unidades de guarnição retornarem à suas casas logo após o combate. 
Em 21 de julho de 1944, por um decreto do Concelho Nacional de Estado (Krajowa Rada Narodowa), a Gwardia Ludowa tornou-se parte da recém-formada Armia Ludowa. 

## Comandantes
Os principais comandantes e chefes foram: 
- Marian Spychalski [5]
- Franciszek Jóźwiak [1][2]
- Mieczysław Moczar [6]
- Franciszek Zubrzycki [7]